# Mothes Island
Mothes Island ist eine 150 m lange Insel vor der Ostküste der Adelaide-Insel westlich der Antarktischen Halbinsel. Sie liegt unmittelbar vor dem Mothes Point.
Der Falkland Islands Dependencies Survey nahm im September 1948 Vermessungen vor. Luftaufnahmen entstanden zwischen 1956 und 1957 bei der Falkland Islands and Dependencies Aerial Survey Expedition. Das UK Antarctic Place-Names Committee benannte sie 2016 wie bereits 1960 die gleichnamige Landspitze. Namensgeber ist der deutsche Glaziologen Hans Mothes (1902–1989), der 1926 in Österreich die ersten seismischen Sondierungen eines Gletschers vorgenommen hatte.